# Naturschutzgebiet Hinter’m Bruch
Das Naturschutzgebiet Hinter’m Bruch mit einer Größe von 41,86 ha liegt westlich und nördlich von  Alme im Stadtgebiet von Brilon. Das Gebiet wurde 2008 mit dem Landschaftsplan Hoppecketal durch den Hochsauerlandkreis als Naturschutzgebiet (NSG) ausgewiesen. Auf 1,8 km länge wird das NSG an der Nordwestseite von der B 480 begrenzt. Das NSG gehört seit 2023 zum Vogelschutzgebiet Diemel- und Hoppecketal mit angrenzenden Wäldern.

## Gebietsbeschreibung
Beim NSG handelt es sich um ein Siepensystem mit dortigen Waldbeständen. Auf den feuchten Standorten befinden Bestände mit Roterlenbruch. Auch größere Eschenbestände befinden sich im NSG. Auch ein Rotbuchenbestand wurde ins NSG einbezogen. Im NSG befinden sich auch Rotfichten Bestände.
Das Landesamt für Natur, Umwelt und Verbraucherschutz Nordrhein-Westfalen dokumentierte im Schutzgebiet Pflanzenarten wie Adlerfarn, Bach-Spatenmoos, Bitteres Schaumkraut, Blut-Ampfer, Brennender Hahnenfuß, Busch-Windröschen, Echtes Springkraut, Efeu, Frauenfarn, Gegenblättriges Milzkraut, Gemeines Beckenmoos, Gewöhnlicher Gilbweiderich, Große Sternmiere, Großer Dornfarn,  Hain-Gilbweiderich, Hain-Sternmiere, Heidelbeere, Kohldistel, Kriechender Hahnenfuß, Mittleres Hexenkraut, Roter Fingerhut, Schönes Frauenhaarmoos, Sumpfdotterblume, Sumpf-Helmkraut, Sumpf-Labkraut, Ufer-Schnabeldeckelmoos, Ufer-Wolfstrapp, Wald-Geissblatt, Wald-Schachtelhalm, Wald-Ziest und Welliges Sternmoos.

## Schutzzweck
Im NSG soll das dortige Siepensystem und die dortigen Waldbestände geschützt werden. Wie bei allen Naturschutzgebieten in Deutschland wurde in der Schutzausweisung darauf hingewiesen, dass das Gebiet „wegen der Seltenheit, besonderen Eigenart und Schönheit des Gebietes“ zum Naturschutzgebiet wurde. Der Landschaftsplan führt zum speziellen Schutzzweck auf: „Erhaltung und Optimierung eines kleinen Siepensystems mit naturnahen Fließgewässern, bachbegleitenden Erlenwäldern und unmittelbar angrenzenden, feuchtigkeitsgeprägten Buchenwäldern mit zahlreichen Sturz- und Sickerquellen sowie eingestreuten Erlen- und Eschenwaldgesellschaften; Schutz der darin vorkommenden Lebensgemeinschaften, in denen gefährdete Pflanzenarten erfasst sind; Stärkung der Gliederungsfunktion des Gewässersystems in der umgebenden, im Nahbereich von Fichten dominierten Waldlandschaft.“